# ألبرت روهان
ألبرت روهان (بالألمانية: Albert Rohan) هو دبلوماسي وسياسي نمساوي، ولد في 9 مايو 1936 في بلدة ميلك في النمسا، وتوفي في 5 يونيو 2019 في فيينا في النمسا. انتخب سفير.